# Andrea Zambelli
Andrea Zambelli (Cortina d'Ampezzo, 25 aprile 1927 – Cortina d'Ampezzo, 22 ottobre 1994) è stato un bobbista italiano, atleta ampezzano attivo negli anni cinquanta.

## Biografia
Vinse la medaglia d'oro nel bob a due ai campionati mondiali di bob 1954 disputatisi a Cortina d'Ampezzo in coppia con Guglielmo Scheibmeier, precedendo i connazionali Italo Petrelli e Luigi Figoli.
Nella gara a quattro si trovò coinvolto in uno spettacolare incidente: il bob da quattro posti (640 kg) uscì dalla pista a 100 km/h, oltrepassò la cabina in legno dei cronometristi da parte a parte distruggendola e si schiantò sulla neve arrestandosi 35 metri oltre la cabina. Nonostante la violenza dell'impatto non ci furono gravi conseguenze, e i bobbisti riportarono solo lievi ferite. La Domenica del Corriere dedicherà a questo fatto una prima pagina.
Nel 1954 in coppia con Guglielmo Scheibmeier vinse la medaglia di bronzo ai campionati italiani di bob con il Bob Club Cortina. L'anno seguente (1955), sempre in coppia con Scheibmeister, vinse la medaglia d'argento, ripetendo l'impresa nel 1957 ma questa volta in coppia con Sergio Zardini.